# Quận của tỉnh Ille-et-Vilaine
4 quận của tỉnh Ille-et-Vilaine gồm:
1. Quận Fougères-Vitré, (quận lỵ: Fougères) với 6 tổng và 57 xã. Dân số của quận này là 75.382 người năm 1990, 75.380 người năm 1999, tăng trưởng dân số là 0.0%.
2. Quận Redon, (quận lỵ: Redon) với 7 tổng và 53 xã. Dân số của quận này là 75.695 người năm 1990, và 81.106 người năm 1999, tăng trưởng dân số là 7.15%.
3. Quận Rennes, (tỉnh lỵ của tỉnh Ille-et-Vilaine: Rennes) với 31 tổng và 179 xã. Dân số của quận này là 512.676 người năm 1990, và 569.932 người năm 1999, tăng trưởng dân số là 11.17%.
4. Quận Saint-Malo, (quận lỵ: Saint-Malo) với 9 tổng và 63 xã. Dân số của quận này là 134.965 người năm 1990, và 141.115 người năm 1999, tăng trưởng dân số là 4.56%.